# Ansaldo A.120
Ансальдо А.120 (итал. Ansaldo A.120) — итальянский самолёт-разведчик производства Gio. Ansaldo & C.

## Модификации
- A.120 — опытный образец с двигателем Lorraine 12Db (построено 2 шт.)
- A.120bis — улучшенный вариант с двигателем FIAT A.20
- A.120 Ady — серийная модель, большей частью выпускалась с двигателем FIAT A.22 (построено 57 шт.)
- A.120R — модернизированная модель для австрийских ВВС (построено 6 шт.)

## Тактико-технические характеристики
Приведённые характеристики соответствуют модификации A.120 Ady.
Технические характеристики
- Экипаж: 2, пилот и наблюдатель
- Длина: 8,6 м
- Размах крыла: 12,8 м
- Высота: 2,8 м
- Площадь крыла: 27,4 м²
- Силовая установка: 1 ×  Fiat A.22T
- Мощность двигателей: 1 × 550 л. с. (1 × 410 кВт)

Лётные характеристики
- Максимальная скорость: 254 км/ч
- Практический потолок: 7000 м
- Максимальное время полёта: 7 ч

Вооружение
- Стрелково-пушечное: 1 или 2 передних пулемёта 7,7 мм, 1 поворотный задний пулемёт 7,7 мм